# ChemSpider
ChemSpider je hemijska baza podataka. Ovaj sistem počeo sa radom marta 2007 u beta izdanju. Godinu dana kasnije je objavljeno prvo zvanično izdanje. ChemSpider generički servis hemijske baze podataka sadrži podršku za kolekciju hemijskih struktura Vikipedije putem WiChempedia implementacije. ChemSpider je preuzelo Kraljevsko društvo za hemiju u maju 2009 godine.

## Baza podataka
Baza podataka sadrži više od 20 miliona jedinstvenih molekula is sledećih izvora:
- A-L: , Ljudski metabolom baza podataka, Žurnal heterociklične hemije,
- M-N: -{Marinlit, MDPI, MICAD, MLSMR, MMDB, MOLI, MTDP, Nanogen, Nature Chemical Biology, NCGC, NIAID, NIH/NLM, NINDS Approved Drug Screening Program, NIST, NIST Chemistry WebBook,
- P-S: , San Dijego center za hemijsku genomiku, SGCOxCompounds, SGCStoCompounds, SMID, Specs}-, Strukturni genomski konzorcijum,
- T-Z:

Ova baza podataka može biti ažurirana doprinosima korisnika. To obuhvata depoziciju hemijskih struktura, spektara i anotacija.

## Literatura
- Antony Williams (2008). „ChemSpider and Its Expanding Web: Building a Structure-Centric Community for Chemists”. Chemistry International. 30 (1).
- Antony Williams (2008). „Public Chemical Compound Databases”. Current Opinion in Drug Discovery & Development. 11 (3).
- Sean Ekins; Manisha Iyer; Matthew D. Krasowski; Evan D. Kharasch (2008). „Molecular Characterization of CYP2B6 Substrates”. Current Drug Metabolism. 9.
- Geoff Brumfiel (07. 05. 2008). „Chemists Spin a Web of Data”. Nature. 453 (7192): 139. PMID 18464701. doi:10.1038/453139a.

## Spoljašnje veze
- zvanični sajt
- prezentatije Архивирано на веб-сајту  (14. април 2009)